# Karl Friedrich Christian Wenck
Karl Friedrich Christian Wenck, zeitgenössisch Carl Friedrich Christian Wenck, (* 5. Februar 1784 in Leipzig; † 6. Juni 1828 in Plagwitz) war ein deutscher Jurist.

## Leben
Karl Friedrich Christian Wenck wurde am 5. Februar 1784 in Leipzig als Sohn des Historikers Friedrich August Wilhelm Wenck und der Tochter des fürstlich-mansfeldischen Kanzleidirektors Johann Christoph Schmidt geboren. Karl Wencks Großvater war der Pädagoge Johann Martin Wenck, die weiteren Vorfahren Wencks, Konrad Henrich Wenck (1670–1733), Johann Heinrich Reinhard Wenck (1645–1690) sowie Marsilius Wenck (1601–1686) waren Pfarrer. Nachdem Karl Wenck von zwei Privatlehrern unterrichtet wurde, besuchte er ab 1796 die Thomasschule zu Leipzig. Ab 1800 studierte er an der Universität Leipzig und studierte sowohl Philosophie als auch Jura. Im September 1804 erhielt er den Bachelor-Grad, 1805 den Magister- und Februar 1809 den Doktor-Grad der Rechte.
1810 wurde er außerordentlichen Professor der Rechte in an der Leipziger Universität. In den Jahren 1810 bis 1813 starben sowohl Wencks Vater als auch seine Brüder Eduard und Wilhelm. 1813 heiratete Wenck die Tochter des Mediziners Johann Gottlob Haase; gemeinsam bekamen sie vier Töchter und drei Söhne. Ab 1814 war er als Hofgerichtsrat tätig; von 1821 an bekleidete er die Stelle als ordentlicher Professor des Natur- und Völkerrechts. Zudem unterrichtete er ab dem 14. März 1824 als Nachfolger des Christian Gottlieb Haubold das sächsische Recht. Ab 1817 war er Syndikus der Universität, welches er bis 1824 blieb.
Den Sommer 1828 verbrachte Karl Friedrich Christian Wenck in einem Landhaus in Plagwitz; dort erkrankte er allerdings und verstarb am 6. Juni 1828.

## Werke
- Lehrbuch der Encyklopädie und Methodologie der Rechtswisschenschaft (Leipzig 1810)
- Die Criminal-Procedur wie sie nicht sein soll: in einer streng chronologischen Darstellung des sechsjährigen Verfahrens gegen Peter Anton Fonk; nebst einem Anhange über den Thatbestand. Hartmann, Leipzig 1823 Digitalisat
- de traditione inter possessionis et proprietatis transferendae modum fluctuante